# Kod bajtowy Perla
Kod bajtowy Perla używany w Perlu 5 jest maszyną stosową z operacjami umiarkowanie wysokiego poziomu. Perl 6 używać będzie maszyny wirtualnej Parrot.
Wynikiem kompilacji:
```
print "Hello, world!\n";
```

jest następujący bytecode:
```
OP     enter
COP    nextstate
OP     pushmark
SVOP   const PV "Hello, world!\n"
LISTOP print
LISTOP leave
```

## Klasy opcodów
Opcody są pogrupowane w kilka klas zależnie od tego na jakich argumentach działają. Klasy te to:
- OP – ogólna klasa,
- COP – informacja dla debugera,
- SVOP – operacje na skalarach,
- PADOP,
- UNOP – operacje unarne,
- LOGOP – operacje logiczne (sterujące),
- BINOP – operacje binarne,
- LISTOP – operacje działające na listach,
- PMOP – operacje na wyrażeniach regularnych,
- LOOPOP – operacje pętli,

## Stos
Stos nie zawiera obiektów, a jedynie wskaźniki do nich.
Żeby wywołać operacje unarną lub binarną umieszczamy jej argumenty na stosie i wywołujemy ją.
Na przykład operacja unarna UNOP negate pobierze najwyższy element ze stosu i wstawi na stos jego zanegowaną wartość, operacja binarna BINOP add pobierze dwa najwyższe elementy ze stosu i wstawi ich sumę.
Żeby wywołać operację wymagającą większej ilości argumentów:
- zaznaczamy za pomocą OP pushmark, że zaczyna się nowa ramka stosu,
- umieszczamy na stosie wszystkie argumenty zaczynając od pierwszego,
- wywołujemy odpowiednią operację (np. LISTOP print), lub umieszczamy na stosie adres funkcji do wywołania (PADOP gv GV *foo), po czym ją wywołujemy za pomocą UNOP entersub.

Przykład wywołania $x = "Hello, world!\n":
```
COP    nextstate
SVOP   const PV "Hello, world!\n"
PADOP  gvsv GV *x
BINOP  sassign
```

Przykład wywołania $x = -$y:
```
PADOP  gvsv GV *y
UNOP   negate
PADOP  gvsv GV *x
BINOP  sassign
```

Przykład wywołania $x = $y + $z:
```
PADOP  gvsv GV *y
PADOP  gvsv GV *z
BINOP  add
PADOP  gvsv GV *x
BINOP  sassign
```

Przykład wywołania print(1,2,3):
```
OP     pushmark
SVOP   const IV 1
SVOP   const IV 2
SVOP   const IV 3
LISTOP print
```

Przykład wywołania foo(1,2,3):
```
COP    nextstate
OP     pushmark
SVOP   const IV 1
SVOP   const IV 2
SVOP   const IV 3
PADOP  gv GV *foo
UNOP   entersub
```

## Operacje na zmiennych skalarnych
Opcode PADOP gvsv umieszcza na stosie adres zmiennej.

Opcode SVOP const umieszcza na stosie stałą.
Opcode BINOP sassign przypisuje zmiennej, odnośnik do której adres znajduje się na najwyższej pozycji stosu. Adres zostaje zdjęty ze stosu, ale wartość zostaje.
Przykład wywołania $x = $y:
```
PADOP gvsv  GV *y
PADOP gvsv  GV *x
BINOP sassign
```

Przykład wywołania $x = $y = $z:
```
PADOP  gvsv GV *z
PADOP  gvsv GV *y
BINOP  sassign
PADOP  gvsv GV *x
BINOP  sassign
```

## Operacje na liczbach
Podstawowe operacje arytmetyczne to:
| Operacja                    | Perl      | Bytecode          |
| --------------------------- | --------- | ----------------- |
| dodawanie                   | $x + $y   | BINOP add         |
| odejmowanie                 | $x – $y   | BINOP substract   |
| mnożenie                    | $x * $y   | BINOP multiply    |
| dzielenie                   | $x / $y   | BINOP divide      |
| reszta modulo               | $x % $y   | BINOP modulo      |
| bitowe AND                  | $x & $y   | BINOP bit_and     |
| bitowe OR                   | $x \| $y  | BINOP bit_or      |
| bitowe XOR                  | $x ^ $y   | BINOP bit_xor     |
| negacja arytmetyczna        | -$x       | UNOP negate       |
| negacja bitowa              | ~$x       | UNOP complement   |
| sinus                       | sin($x)   | UNOP sin          |
| cosinus                     | cos($x)   | UNOP cos          |
| funkcja wykładnicza         | exp($x)   | UNOP exp          |
| logarytm                    | log($x)   | UNOP log          |
| pierwiastek                 | sqrt($x)  | UNOP sqrt         |
| większe                     | $x > $y   | BINOP gt          |
| większe równe               | $x >= $y  | BINOP ge          |
| mniejsze                    | $x < $y   | BINOP lt          |
| mniejsze równe              | $x <= $y  | BINOP le          |
| równe                       | $x == $y  | BINOP eq          |
| nierówne                    | $x != $y  | BINOP ne          |
| porównanie                  | $x <=> $y | BINOP ncmp        |
| przesunięcie bitowe w lewo  | $x << $y  | BINOP left_shift  |
| przesunięcie bitowe w prawo | $x >> $y  | BINOP right_shift |
| preinkrementacja            | ++$x      | UNOP preinc       |
| predekrementacja            | --$x      | UNOP predec       |
| postinkrementacja           | $x++      | UNOP postinc      |
| postdekrementacja           | $y--      | UNOP postdec      |

Operatory ++ i -- działają też na łańcuchach. Wersje pre- i post- różnią się tym, co zostaje na stosie.

## Operacje na łańcuchach znaków
| Operacja                                  | Perl        | Bytecode     |
| ----------------------------------------- | ----------- | ------------ |
| sklejenie                                 | $x . $y     | BINOP concat |
| długość                                   | length($x)  | UNOP length  |
| zamiana wszystkich liter na wielkie       | uc($x)      | UNOP uc      |
| zamiana wszystkich liter na małe          | lc($x)      | UNOP lc      |
| zamiana pierwszego znaku na wielką literę | ucfirst($x) | UNOP ucfirst |
| zamiana pierwszego znaku na małą literę   | lcfirst($x) | UNOP lcfirst |
| większe                                   | $x gt $y    | BINOP sgt    |
| większe równe                             | $x ge $y    | BINOP sge    |
| mniejsze                                  | $x lt $y    | BINOP slt    |
| mniejsze równe                            | $x le $y    | BINOP sle    |
| równe                                     | $x eq $y    | BINOP seq    |
| nierówne                                  | $x ne $y    | BINOP sne    |
| porównanie                                | $x cmp $y   | BINOP scmp   |